# Kostel svatého Šebestiána (Hora Svatého Šebestiána)
Římskokatolický kostel svatého Šebestiána stával v Hoře Svatého Šebestiána v okrese Chomutov. Až do svého zániku býval farním kostelem ve farnosti Hora Svatého Šebestiána. Stával ve východní části náměstí, která byla po demolici kostela změněna na park.

## Historie

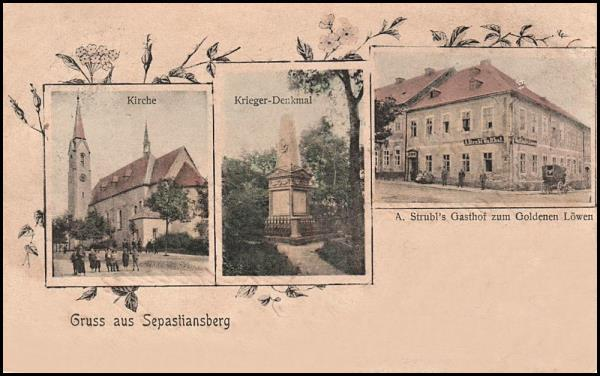
Kostel svatého Šebestiána na historické pohlednici (1904)

Původní městský kostel založený v šestnáctém století Šebestiánem z Veitmile vyhořel spolu s dalšími 109 domy při velkém požáru města dne 13. září 1854. Jeho trosky byly odklizeny až o dvacet let později v roce 1874. Ve stejném roce byla chomutovským stavitelem Josefem Dauschem zahájena stavba nového kostela, který byl vysvěcen roku 1877. V šedesátých letech dvacátého století bylo pro špatný technický stav rozhodnuto o jeho demolici, ke které došlo 15. nebo 25. března 1967. Zboření kostela žádala také armáda, podle které mohl být významným navigačním bodem při útoku na blízké kasárny raketového vojska.

## Stavební podoba

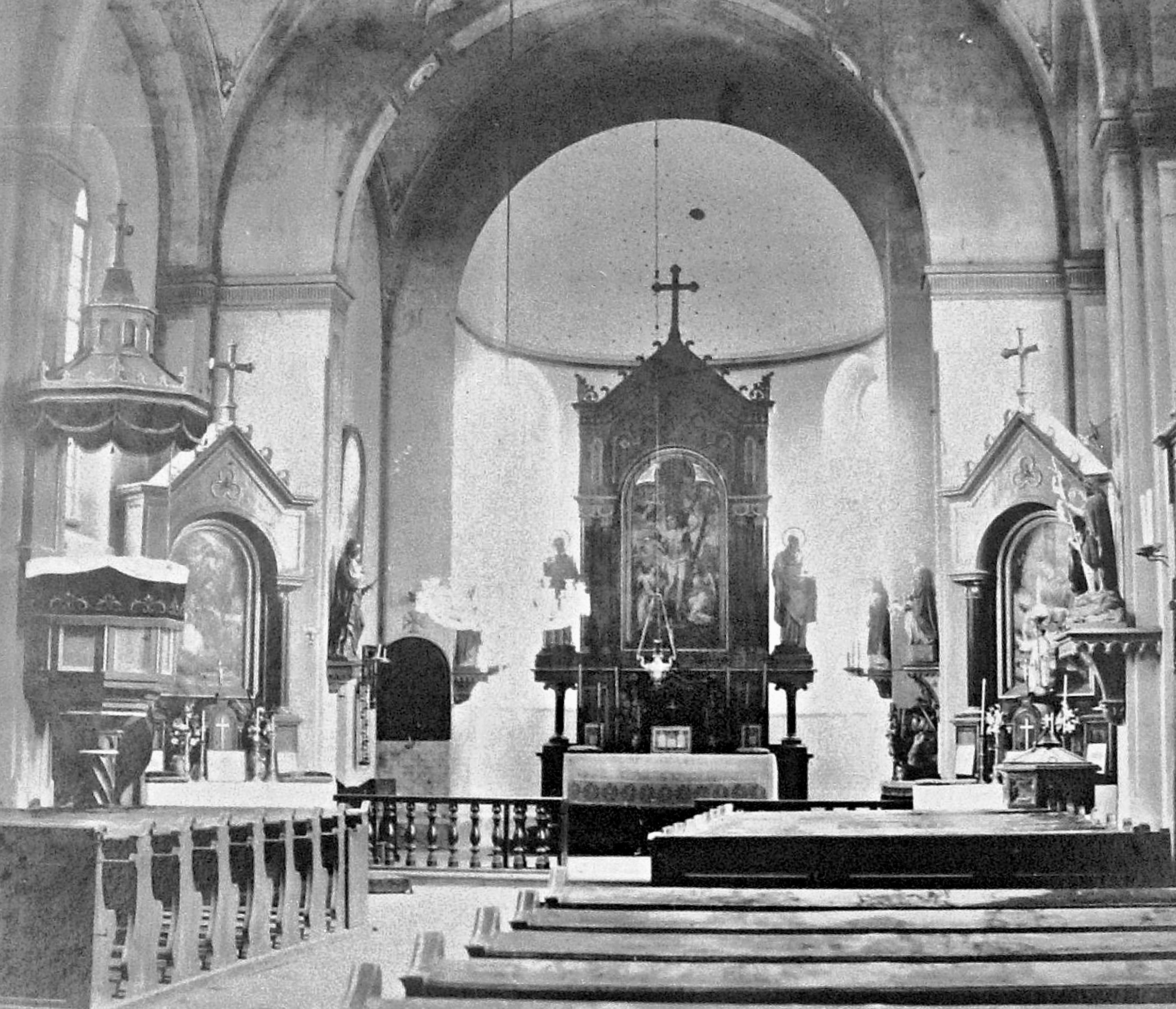
Interiér kostela

Jednolodní kostel měl obdélný půdorys a pravoúhlý presbytář zakončený půlkruhovou apsidou. U jižní stěny lodi stála štíhlá hranolová věž a malá sakristie. Drobná sanktusová vížka se zvedala také nad vyvrcholením východního štítu. Interiér byl zaklenutý pravděpodobně plackovou klenbou a apsida konchou.

## Zařízení
Většina zařízení byla ze druhé poloviny devatenáctého století. Patřily k němu obraz Čtrnácti svatých pomocníků od malíře V. Hendlicha z roku 1860 a Pieta pod kruchtou od J. Wertschitzkého z Chomutova. Ze staršího kostela pocházely křtitelnice s cínovou nádobou z roku 1730 a krucifix z konce osmnáctého století.